# Bahnhof Forbach (Moselle)

Der Bahnhof Forbach (französisch Gare de Forbach) ist der französische Grenzbahnhof an der Bahnstrecke Saarbrücken–Rémilly, der „Forbacher Bahn“. Den Bahnhof betreibt die SNCF.

## Geografische Lage
Der Bahnhof Forbach liegt 220 m NN hoch am Streckenkilometer 47,165 zwischen den ehemaligen Haltepunkten Cocheren und Stiring-Wendel, beide ebenfalls auf französischen Staatsgebiet. Die nächstgelegenen aktiven Bahnhöfe sind in westlicher Richtung Béning (Frankreich) und in östlicher Richtung Saarbrücken Hauptbahnhof (Deutschland).
Der Bahnhof Forbach liegt in der Gemarkung der Gemeinde Forbach im Département Moselle in der Région Grand Est.

## Geschichte

### Entwicklung
Der Streckenbau wurde aus Richtung Metz vorangetrieben. Der Abschnitt von Saint-Avold bis Forbach ging 1851 in Betrieb. Anlässlich der Inbetriebnahme der Gesamtstrecke nach Saarbrücken wurde am 14. November 1852 eine große Einweihungsfeier abgehalten.
Forbach wurde zu einer bedeutenden Zollstation. Personenzüge verkehrten damals noch nicht durchgehend. Zur Zoll- und Passkontrolle mussten die Reisenden den Zug verlassen und anschließend in den Zug der anderen Bahn umsteigen. Im Bahnhof gab es den Hinweis, dass die Uhren um 30 Minuten zu verstellen seien, denn die Bahnhofsuhren zeigten die Pariser Zeit.

Am 19. Juli 1870 begann der Deutsch-Französische Krieg.  Anfang August 1870, vor der Schlacht bei Spichern  am 6. August 1870, schufen französische Truppen eine Verteidigungslinie vor den Bahnhöfen Forbach und Stiring-Wendel (die 4 km voneinander entfernt sind). Sie verloren die Schlacht und vier Wochen später auch den Krieg.
Frankreich musste im Friede von Frankfurt Gebiete abtreten; die Grenze zwischen Deutschland und Frankreich wurde nach Westen verschoben und verlief nun östlich von Metz. Forbach gehörte zum Reichsland Elsaß-Lothringen. Der Bahnhof gehörte zu den Reichseisenbahnen in Elsaß-Lothringen und war kein Grenzbahnhof mehr. Nach dem Ersten Weltkrieg wurde die alte Grenze wiederhergestellt und der Bahnhof hehörte nun zu der Administration des chemins de fer d’Alsace et de Lorraine (AL). Allerdings bestand zwischen Frankreich und dem angrenzenden Saargebiet eine Zoll- und Wirtschaftsunion, so dass nach einer Übergangszeit die Zollkontrollen in Forbach entfielen. 
Das änderte sich erneut, als das Saargebiet nach einer Volksabstimmung 1935 wieder Teil des Deutschen Reiches wurde. 1938 fusionierten die großen Bahngesellschaften Frankreichs und Forbach war nun ein Bahnhof der SNCF – allerdings nur für zwei Jahre. Als Deutschland im Zweiten Weltkrieg nach dem Westfeldzug im Juni 1940 Teile von Frankreich besetzte, kamen die Eisenbahnen in Elsass und Lothringen unter die Verwaltung der Deutschen Reichsbahn und der Status des Bahnhofs Forbach als Grenzbahnhof entfiel erneut. Das Empfangsgebäude wurde im Zweiten Weltkrieg zerstört. Nach dem Ende des Krieges wiederholte sich die Situation, wie sie schon nach dem Ersten Weltkrieg bestanden hatte: Das Saarland erhielt einen Sonderstatus gegenüber dem übrigen Westdeutschland und kam in eine Zollunion mit Frankreich. Zollkontrollen fanden im Bahnhof Forbach nicht mehr statt. Allerdings bildete der Bahnhof die Betriebsgrenze zwischen SNCF und Deutscher Reichsbahn, sowie seit 1951 den Eisenbahnen des Saarlandes (EdS). 1956 kehrte das Saarland nach einer weiteren Volksabstimmung erneut nach Deutschland zurück und die französischen Zollbeamten kehrten in den Bahnhof Forbach zurück.
Das Empfangsgebäude wurde zwischen 1960 und 1964 wieder erbaut.
Mit dem Schengener Abkommen von 1985 wurden die Zoll- und Einreisekontrollen an der deutsch-französischen Grenze zunehmend obsolet und mit der zunehmenden Kompatibilität der eingesetzten Fahrzeuge und der Verlagerung der erforderlichen betrieblichen Maßnahmen nach Saarbrücken Hauptbahnhof auch die seitens der Bahn früher erforderlichen Halte. Der Status des Bahnhofs Forbach als „Grenzbahnhof“ ist heute überwiegend formal.

### Bahnbetriebswerk

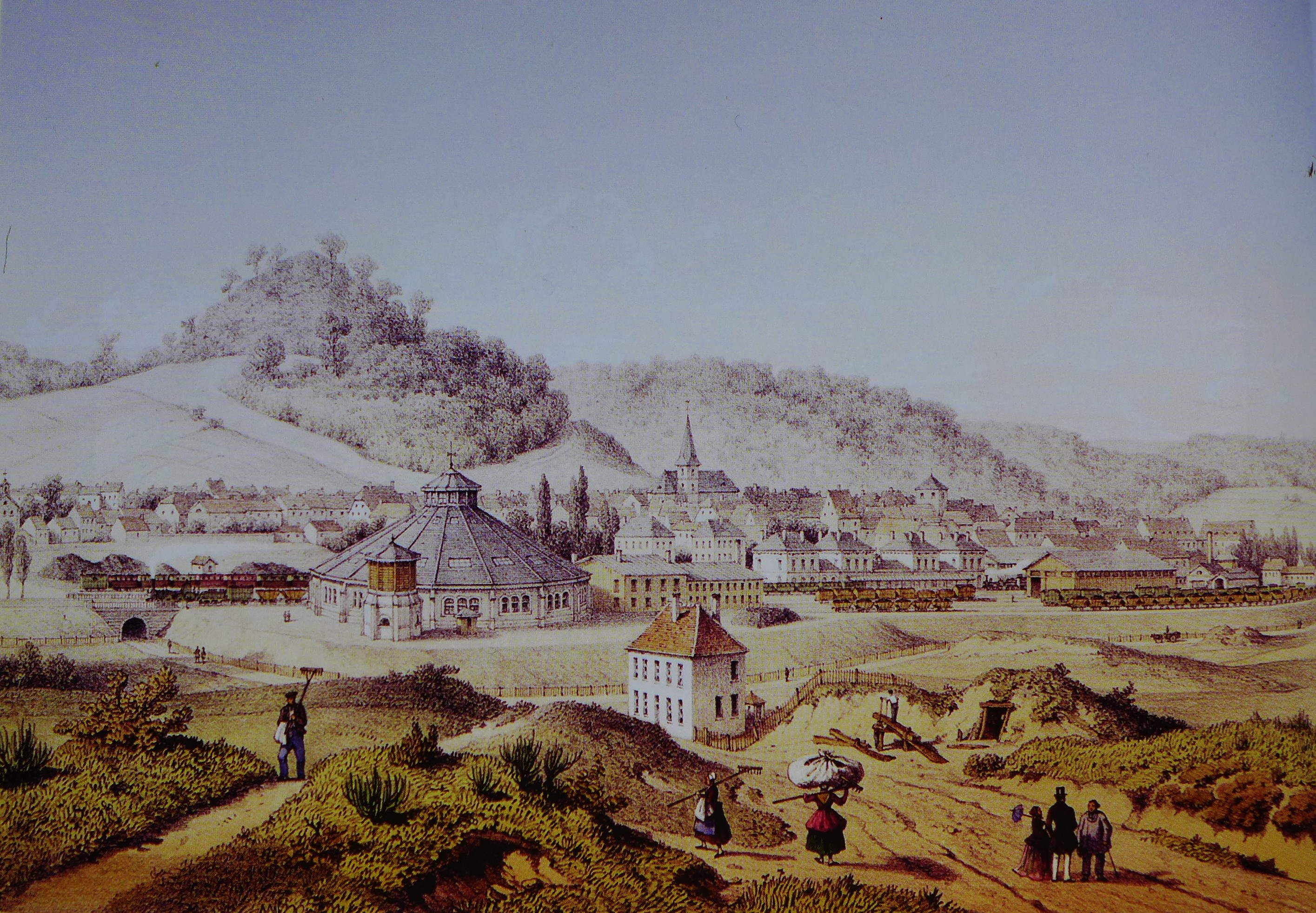
Forbach mit Bahnhof, Ringlokschuppen und Wasserturm

Bereits 1851 erhielt der Bahnhof Forbach ein Bahnbetriebswerk (BW) mit einem Ringlokschuppen, der 20 Gleise aufwies, und einer 16 m-Drehscheibe. Dies war so großzügig bemessen, dass die Anlage für die nächsten 80 Jahre ausreichte. Erst 1931 bis 1933 entstand ein Neubau, nun mit einer 24 m-Drehscheibe. Die Anlage wurde bei einem Luftangriff im Zweiten Weltkrieg schwer beschädigt. Der Betrieb des BW lief nach dem Krieg sehr zögerlich wieder an und wurde ganz aufgegeben, als mit dem Winterfahrplan 1957/58 der elektrische Zugbetrieb aufgenommen wurde.

## Gegenwart
2006 führte der Gemeindeverband Forbach Porte de France Umbauarbeiten am Westteil des Empfangsgebäudes durch, unter anderem wurde ein für Fahrgäste reservierter Parkplatz geschaffen. Auch wurde der Busbahnhof saniert.
Die umfangreichen Gleisanlagen, die früher für die Zollabfertigung von Güterzügen erforderlich waren, sind heute überwiegend ungenutzt und bilden eine Bahnbrache.

## Verkehr
Der Bahnhof Forbach wird von Zügen der TER Grand Est bedient. Die Fahrt nach Metz dauert 45, die nach Saarbrücken 9 Minuten. Infolge einer Übereinkunft zwischen der SNCF und der DB hält der ICE in Forbach, wodurch Paris in 2 Stunden und Frankfurt in 2½ Stunden zu erreichen sind.
Die Schalter des Bahnhofs haben jeden Tag geöffnet und es gibt außerdem Fahrkartenautomaten. Er ist behindertengerecht eingerichtet. Immer noch gibt es eine Zollstelle und in unmittelbarer Nähe eine Polizeidienststelle.
Ein Mehrzweckgebäude am Bahnhof erleichtert den Wechsel zu anderen Verkehrsmitteln. Hier befindet sich der Busbahnhof von forbus und TIM.